# 木曽路の雨
「木曽路の雨」（きそじのあめ）は、2010年1月6日に発売された長保有紀のシングル。

## 収録曲
- 両楽曲共に、作詞：鈴木紀代、作曲：中村典正、編曲：前田俊明

1. 木曽路の雨 (4分41秒)
2. 私やっぱり女です (3分46秒)
3. 木曽路の雨（オリジナル・カラオケ） (4分41秒)
4. 私やっぱり女です（オリジナル・カラオケ） (3分45秒)